# Caldwell (Texas)
Caldwell is een plaats (city) in de Amerikaanse staat Texas, en valt bestuurlijk gezien onder Burleson County.

## Demografie
Bij de volkstelling in 2000 werd het aantal inwoners vastgesteld op 3449.
In 2006 is het aantal inwoners door het United States Census Bureau geschat op 3790, een stijging van 341 (9,9%).

## Geografie
Volgens het United States Census Bureau beslaat de plaats een oppervlakte van
8,7 km², geheel bestaande uit land. Caldwell ligt op ongeveer 117 m boven zeeniveau.

## Plaatsen in de nabije omgeving
De onderstaande figuur toont nabijgelegen plaatsen in een straal van 36 km rond Caldwell.